# Krzyszczewo
Krzyszczewo (1904-18 Kreuztal) – wieś w Polsce położona w województwie wielkopolskim, w powiecie gnieźnieńskim, w gminie Gniezno.
Wieś duchowna, własność Klasztoru Klarysek w Gnieźnie, pod koniec XVI wieku leżała w powiecie gnieźnieńskim województwa kaliskiego. W latach 1975–1998 miejscowość administracyjnie należała do województwa poznańskiego.